# Cladura microphallus
Cladura microphallus là một loài ruồi trong họ Limoniidae. Chúng phân bố ở miền Cổ bắc.